# 조시 플리터
조시 플리터(Josh Flitter, 1994년 8월 25일 ~ )는 미국의 배우이다.

## 출연 작품
- 산타포스 2: 산타펍스 (2012)
- 산타 포스를 찾는 모험 (2010)
- 눈사람 (2010)
- 산타 버디즈 (2009)
- 스페이스 버디즈 (2009)
- 에이스 벤츄라 3 (2009)
- 스노우 버디 (2008)
- 호튼 (2008)
- 낸시 드류 (2007)
- 결혼 면허 따기 (2007)
- 에어 버디즈 (2006)
- 빅 마마 하우스 2 - 근무 중 이상무 (2006)
- 듀안 홉우드 (2005)
- 내생애최고의경기 (2005)
- 이터널 선샤인 (2004)
- 카슨 데일리 쇼 (2002)